# ديميديفكا
ديميديفكا (Демидівка) هي مدينة في مقاطعة ريفنينسكا في أوكرانيا.
يبلغ عدد سكانها حوالي 3 005   نسمة.